# Der Fremde

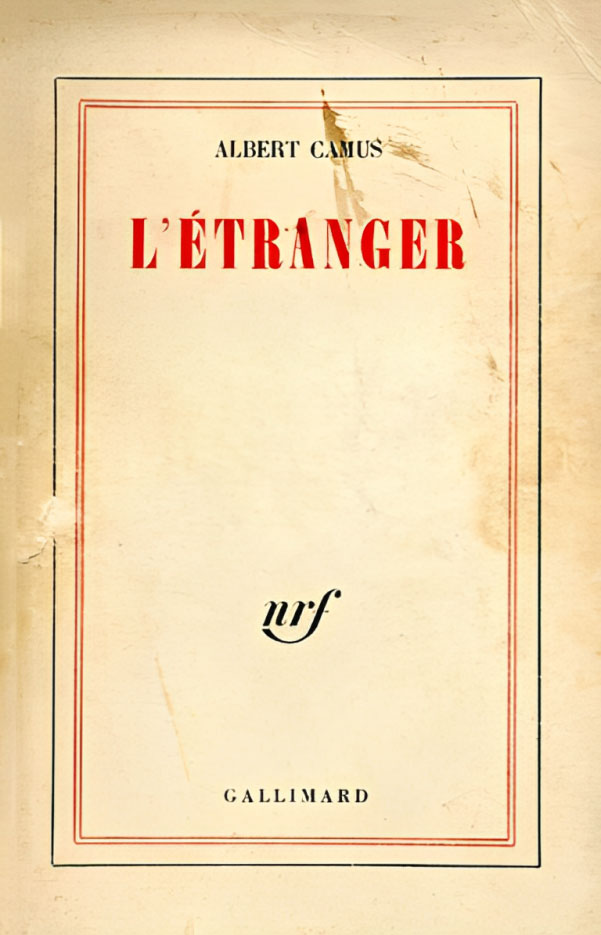
Umschlag einer bei Gallimard erschienenen Ausgabe

Der Fremde (franz. L’Étranger) ist ein Roman des französischen Schriftstellers und Philosophen Albert Camus. Er erschien 1942 im Pariser Verlagshaus Gallimard und wurde einer der meistgedruckten französischen Romane des 20. Jahrhunderts. Er gilt als eines der Hauptwerke der Philosophie des Existentialismus und Absurdismus.

## Inhalt
Der Roman erzählt die Geschichte eines introvertierten Mannes namens Meursault. Er hat einen Totschlag begangen und wartet in seiner Gefängniszelle auf die Hinrichtung. Die Handlung spielt im Algerien der 1930er Jahre. Der Name Meursault ist möglicherweise von „Meurs, sot!“, zu Deutsch etwa „Stirb, (du) Trottel!“, abgeleitet.
Der Roman ist in zwei Teile gegliedert. Der erste Teil beginnt mit den Worten: „Heute ist Mama gestorben. Oder vielleicht gestern, ich weiß es nicht.“ Bei der Beerdigung seiner Mutter zeigt Meursault keine Emotionen. Die fehlende Anteilnahme beruht offenbar auf einem kühlen Verhältnis, das zwischen Mutter und Sohn herrschte. Der Roman setzt sich mit einer Dokumentation der folgenden Tage von Meursaults Leben aus der Ich-Perspektive fort.
Meursault zeigt sich als Mensch, der antriebslos in den Tag hineinlebt, der zwar Details seiner Umgebung wahrnimmt, jedoch Gewalt und Ungerechtigkeit ungerührt hinnimmt. Kurz nach der Beerdigung seiner Mutter beginnt er eine Liebesaffäre, was später als Beweis für seine emotionale Kälte angeführt wird. Meursault ist offenbar zufrieden, wenn sein Alltag routinemäßig und wie gewohnt verläuft.
Sein Nachbar, Raymond Sintès, der der Zuhälterei verdächtigt wird, freundet sich mit ihm an. Meursault hilft Raymond, eine Mätresse, eine Araberin, die er als ehemalige Freundin ausgibt, anzulocken. Raymond bedrängt und demütigt die Frau. Später begegnen Meursault und Raymond dem Bruder der Frau und dessen Freunden am Strand, es kommt zu einer Schlägerei. Kurz danach trifft Meursault einen der Araber wieder, der bei seinem Anblick ein Messer zieht. Vom Glanz der Sonne auf der Messerklinge geblendet, umklammert Meursault in seiner Jackentasche einen von Raymond ausgeliehenen Revolver, zückt die Waffe und tötet den Araber mit einem Schuss. Ohne besonderen Grund gibt er unmittelbar darauf vier weitere Schüsse auf den Leichnam ab, was vor Gericht zum Ausschluss von Notwehr und unbeabsichtigtem Totschlag und letztlich zur Verurteilung Meursaults als Mörder führt. Meursaults mögliche Unzurechnungsfähigkeit nach Stunden in praller Sonne steht im Raum.
Der zweite Teil des Buches behandelt den Prozess. Hier wird der Protagonist erstmals damit konfrontiert, wie er durch sein gleichgültiges Verhalten auf gottesfürchtige Menschen wirkt. Den Vorwurf, er sei gottlos, nimmt er kommentarlos hin und verteidigt sich nicht. Sein indolentes Verhalten deutet er selbst als konsequenten Lebensansatz. Meursault wird zum Tod durch die Guillotine verurteilt. Als der Gefängnisgeistliche in der Todeszelle für ihn beten will, wird er wütend, doch zum Schluss zeigt er sich empfänglich „für die zärtliche Gleichgültigkeit der Welt“.

## Beziehung zum Gesamtwerk
Der Roman entstand parallel zu Camus’ philosophischen Abhandlung Der Mythos des Sisyphos und entwickelt die darin essayistisch vorgestellte Philosophie des Absurden in literarischer Form. Dabei diente ihm der zwischen 1936 und 1938 niedergeschriebene und erst postum erschienene Roman Der glückliche Tod gleichsam als Steinbruch. Der Fremde steht zudem in enger thematischer Beziehung zu dem Bühnenstück Caligula (Uraufführung 1945) und zu Die Pest. In diesem 1947 veröffentlichten zweiten Roman Camus’ findet sich folgende Anspielung auf den fünf Jahre älteren L’Étranger:

« Grand avait même assisté à une scène curieuse chez la marchande de tabac. Au milieu d’une conversation animée, celle-ci parlait d’une arrestation récente qui avait fait du bruit à Alger. Il s’agissait d’un jeune employé de commerce qui avait tué un Arabe sur une plage. – Si l’on mettait toute cette racaille en prison, avait dit la marchande, les honnêtes gens pourraient respirer.
Mais elle avait dû s’interrompre devant l’agitation subite de Cottard qui s’était jeté hors de la boutique, sans un mot d’excuse. »

„Grand war sogar Zeuge einer seltsamen Szene im Tabakladen geworden. Inmitten einer lebhaften Unterhaltung sprach die Ladenbesitzerin von einer Verhaftung aus jüngster Zeit, die in Algier für Aufsehen gesorgt hatte. Es handelte sich um einen jungen Handelsangestellten, der einen Araber am Strand getötet hatte. ‚Wenn man dieses ganze Gesindel ins Gefängnis stecken würde‘, hatte die Händlerin gesagt, ‚könnten die anständigen Leute aufatmen.‘ Aber angesichts der plötzlichen Aufregung Cottards, der ohne ein Wort der Entschuldigung aus dem Laden stürzte, konnte sie nicht zu Ende reden.“

## Rezeption
Die Romane mehrerer algerischer Autoren lassen sich als Antwort auf den Mord an dem Araber in L’Étranger lesen; in ihren Romanen werden weiße Siedler von Arabern getötet. Christiane Chaulet-Achour spricht in diesem Zusammenhang von „renversement“. Die Romane sind:
Emmanuel Roblès, Les Hauteurs de la ville (1946),
Mouloud Feraoun, La Terre et le sang (1953),
Mouloud Mammeri, Le Sommeil du Juste (1955),
Kateb Yacine, Nedjma (1956),
Jean Pélégri, Le Maboul (1963).
In viel größerem zeitlichen Abstand veröffentlichte Kamel Daoud im Jahre 2013 den Roman Meursault, contre-enquête als „hommage en forme de contrepoint“ („Würdigung in Form eines Kontrapunkts“).
Der Fremde wurde in die ZEIT-Bibliothek der 100 Bücher und die 100 Bücher des Jahrhunderts von Le Monde aufgenommen.
Der Schriftsteller Albert Wendt aus Samoa entdeckte im Alter von 18 Jahren den Roman The Outsider (so der Titel der britischen Übersetzung von L’Étranger) für sich und war begeistert.
Der US-amerikanische Comicautor Steve Gerber, der Der Fremde im College gelesen und als wahre Offenbarung über das eigene Leben empfunden hatte, bezeichnete den Roman als den wichtigsten Einfluss auf die Comicserie Howard the Duck und die Figur des titelgebenden Erpels, den er und der Zeichner Val Mayerik 1973 gemeinsam erfanden (s. den 1986 erschienenen Film Howard – Ein tierischer Held, der lose auf der Comicserie basiert).
Im Roman Ce qu’ils disent ou rien von Annie Ernaux entdeckt die jugendliche Protagonistin den Roman L’Étranger während der Ferien und „verschlingt“ ihn.
Im Erstlingsroman der nur 16-jährigen Autorin Anne-Sophie Brasme mit dem Titel Respire (deutsche Übersetzung: Dich schlafen sehen) entdeckt die Protagonistin Camus’ Roman in einem Buchgeschäft und identifiziert sich mit Meursault.
Der deutsche Schriftsteller Uwe Timm veröffentlichte eine Erzählung mit dem Titel Der Freund und der Fremde, worin er u. a. schildert, wie er als Schüler mit Benno Ohnesorg über Camus’ Roman diskutierte.

## Adaptionen
- Der Fremde wurde im Jahre 1967 von Luchino Visconti mit Marcello Mastroianni in der Hauptrolle verfilmt. Auch der amerikanische Film State of Mind aus dem Jahr 2003 basiert auf dem Roman, ebenso der Film Fate von Zeki Demirkubuz (2001).
- Der Protagonist Meursault spielt eine Rolle in T. C. Boyles Roman World’s End, in dem sich eine der Hauptpersonen stets auf ihn bezieht und sich mit ihm vergleicht.
- Die britische Band The Cure verarbeitete die Handlung von Der Fremde in ihrer ersten Veröffentlichung Killing an Arab (1978).
- Die amerikanische Band Tuxedomoon verarbeitete die Handlung von Der Fremde in ihrem Lied L’Etranger.
- Der Text des Lieds Algeria der irischen Band JJ72 basiert auf Der Fremde.
- Aus Anlass von Camus’ 100. Geburtstag wurde Der Fremde auch als Graphic Novel veröffentlicht: Jacques Ferrandez, Der Fremde – Die Graphic Novel – nach dem Roman von Albert Camus – auf der Grundlage der Übersetzung von Uli Aumüller, Verlagshaus Jacoby Stuart 2013 (französische Originalausgabe bei Gallimard), ISBN 978-3-942787-21-5.
- Die britische Komponistin Susan Oswell schrieb als Auftragswerk eine Sinfonie Choréografic – Der Fremde nach Motiven des Romans, die am 16. Oktober 2015 am Theater Trier (Choreografie: Rosamund Gilmore) uraufgeführt wurde.
- Im koreanischen RPG-Spiel Limbus Company, entwickelt von Project Moon, ist Meursault einer der zwölf spielbaren Charaktere und basiert auf der gleichnamigen Figur des Romans Der Fremde von Albert Camus.